# (12482) Pajka
(12482) Pajka (1997 FG1) – planetoida z pasa głównego asteroid okrążająca Słońce w ciągu 3,76 lat w średniej odległości 2,42 j.a. Odkryta 23 marca 1997 roku.